# IW Engine
IW engine (скор. від «рушій Infinity Ward») — ігровий рушій, розроблений американською компанією Infinity Ward для використання у власних розробках; також використовується видавничою компанією Activision. Технологія застосовувалася в серії ігор Call of Duty й увійшла до списку найкращих двигунів на думку сайту IGN.

## Історія розробки
У 2002 році був випущений тривимірний шутер Medal of Honor: Allied Assault — одну з ігор серії Medal of Honor (укр. «Медаль за відвагу»), дія якої відбувається в часи Другої світової війни. Дана гра використовувала як технологічну базу ігровий рушій id Tech 3 компанії id Software. Розробкою Allied Assault займалася студія 2015, Inc., частина співробітників якої після виходу гри покинула компанію, щоб заснувати Infinity Ward.
Першою грою Infinity Ward стала Call of Duty 2003 року, яка, як і Medal of Honor: Allied Assault, оповідає про події Другої світової війни. Дана гра також побудована на рушії id Tech 3. Вибір цієї технології, очевидно, пояснюється тим, що співробітники Infinity Ward вже мали досвід роботи з нею. У порівнянні з оригінальним id Tech 3, графічна складова рушія зазнала низки змін. Так, гра стала активно використовувати пост-ефекти (наприклад, «розмиття»), вода обробляється за допомогою шейдерів, що дозволило зробити реалістичні відображення, ускладнено систему освітлення і з'явилися динамічні м'які тіні.
Згодом для Call of Duty також був випущений офіційний аддон — Call of Duty: United Offensive (розробник: Gray Matter Interactive).
25 жовтня 2005 року була випущена гра Call of Duty 2 розробки Infinity Ward, яка є повноцінним продовженням першої частини. Call of Duty 2 вважається першою грою на рушії IW engine. Технічно цей рушій являє собою в значній мірі перероблений id Tech 3, еволюційну версію рушія, який застосовувався найпершій частині.
У порівнянні з оригінальним рушієм, у дану версію вбудовано безліч удосконалень і змін: замість API OpenGL зображення обробляється силами Direct3D, застосовується декілька методик рельєфного текстурування, ускладнено обробку тіней, значно покращено систему частинок і пост-ефекти (див. також розділ «Технічні характеристики»).
Наступною грою на базі IW engine стала Call of Duty 4: Modern Warfare 2007 року.  У даній грі використовується третя версія рушія («IW engine 3.0»); технологія була в черговий раз доопрацьована і покращена: ускладнена лицьова анімація, обробка водних поверхонь, ефекти освітлення, з'явилися нові пост-ефекти, такі як глибина різкості, широко використовуються можливості корекції кольору зображення для надання йому спеціальної стилізації.
У 2008 році була випущена п'ята частина серії ігор — Call of Duty: World at War (розробник: Treyarch). Гра побудована на третій версії рушія («IW engine 3.0»), яка була модернізована силами розробників Treyarch. На цій же версії рушія здійснена гра Treyarch — Quantum of Solace: The Game (укр. «007: Квант милосердя»).
У 2009 році відбувся реліз Call of Duty: Modern Warfare 2 (розробка знову перейшла до Infinity Ward). Дана гра використовує наступну версію рушія, «IW engine 4.0», з рядом удосконалень, у тому числі, з технологією Streaming Textures (потокова завантаження текстур).
9 листопада 2010 відбувся вихід сьомої частини Call of Duty — Black Ops. У даній грі використовується значно допрацьована версія рушія «IW engine 3.0», яка застосовувалася в Call of Duty: World at War, що, ймовірно, обумовлено тим, що розробка гри була розпочата паралельно зі створенням Modern Warfare 2. У порівнянні з попередніми частинами гри в графічний код було внесено кілька серйозних удосконалень, зокрема, крім іншого, повністю перероблена система освітлення і покращена робота системи частинок.
У цьому ж році на консолі Wii вийшла гра GoldenEye 007, «духовна спадкоємиця» оригінальної GoldenEye 007 1997 року для Nintendo 64. За розробку відповідала компанія Eurocom, а виданням займалася фірма Activision. Дана гра, згідно з деякими джерелами, також використовує внутрішню модифікацію IW engine (точна версія невідома).  Але більш імовірно, що Eurocom використала власний двигун під назвою EngineX, на якому випустила чимало ігор.

## Технічні характеристики

Скріншот ізCall of Duty 4, який демонструє опрацювання локації (рівень в Прип'яті).

В основу даного ігрового рушія покладено код ліцензованого рушія id Tech 3 (на момент розробки першої гри серії Call of Duty, рушій id Tech 3 поширювався під пропрієтарної ліцензією, а 19 серпня 2005 року перейшов на ліцензію GNU GPL). Для відтворення (рендерингу) зображення в іграх на основі цього рушія застосовується інтерфейс програмування додатків (англ. API) DirectX (оригінальний id Tech 3 підтримує роботу тільки з OpenGL). Можлива обробка як відкритих (англ. outdoor), так і закритих (англ. indoor) просторів. Є підтримка багатоядерних процесорів. Рушій IW engine неодноразово доопрацьовувався для кожної наступної гри.
Нижче наведені технологічні параметри рушія IW engine на прикладі гри Call of Duty 2 (2005).
Для обробки поверхонь можливе застосування декількох текстурних шарів і безлічі вершинних і піксельних шейдерів, зокрема, підтримується бамп / нормал-маппінг (див. також статтю «Рельєфне текстурування»). Підтримується велика кількість різних пост-ефектів, що накладаються на зображення: blur (розмиття) після смерті гравця і при попаданні куль, motion blur (імітує контузію), sun glare (сонячне сяйво), heat haze (атмосферний серпанок у жаркий час; також ефект візуалізує ефекти вогню, вибухів, перегрітого ствола швидкострільної гармати).
Тіні обробляються із застосуванням карт тіней (англ. shadow maps), що дозволяє отримати досить реалістичні м'які тіні, що відкидаються будівлями або об'єктами. У той же час на попередніх скріншотах гри тіні володіли самозатінюванням, а карти тіней були більш високого дозволу (у наступних після Call of Duty 2 іграх самозатінювання з'явилося). Тіні, що відкидаються персонажами — динамічні, на них впливають джерела освітлення.
На момент виходу гри кількість геометрії, що обробляється на один кадр, перевищувала середній рівень ігор того часу і варіювалося приблизно від 50000 до 500000 полігонів. Крім того, на момент виходу, гра була дуже вимоглива до обсягу пам'яті відеокарти (в дозволі 1024x768 на максимальних налаштуваннях графіки гра споживала 340—350 мегабайт пам'яті).

## Ігри, що використовують рушій IW engine
- 2005 — Call of Duty 2 від Infinity Ward (ПК, Macintosh, Xbox 360) [3]
- 2007 — Call of Duty 4: Modern Warfare від Infinity Ward (ПК, Macintosh, Xbox 360, PlayStation 3, Wii) IW 3.0[пр. 3][4][5]
- 2008 — Call of Duty: World at War від Treyarch (ПК, Macintosh, Xbox 360, PlayStation 3, Wii, Nintendo DS) IW 3.0[пр. 3] [6][7]
- 2008 — Quantum of Solace: The Game від Treyarch (ПК, Xbox 360, PlayStation 2, PlayStation 3, Wii, Nintendo DS) IW 3.0[8]
- 2009 — Call of Duty: Modern Warfare 2 від Infinity Ward (ПК, Xbox 360, PlayStation 3, Wii) IW 4.0[пр. 3] [9][10]
- 2010 — Call of Duty: Black Ops від Treyarch (ПК, Xbox 360, PlayStation 3, Wii) IW 3.0[пр. 3] [11]
- 2010 — GoldenEye 007 від Eurocom (Wii) [12] [пр. 2]